# 小澤怜史
- 小沢怜史

小澤 怜史（こざわ れいじ、1998年3月9日 - ）は、静岡県三島市出身のプロ野球選手（投手）。右投左打。東京ヤクルトスワローズ所属。

## 経歴

### プロ入り前
三島市立北小学校3年生からリトルジャイアンツで軟式野球を始めた。サイドスローするクセがあり、監督の指導でオーバースローに矯正された。中学では1つ上の兄とともに静岡裾野リトルシニアに所属していた。
日大三島高校に進学し、1年生からベンチ入りメンバーとなる。春夏ともに甲子園出場はなかったが、2年生の秋季静岡大会で1安打完封勝利や、3年夏の静岡大会では、自己最速152km/hを計測するなど注目された。
2015年10月22日に行われたプロ野球ドラフト会議にて福岡ソフトバンクホークスから2位指名を受け、同年11月25日に契約金6000万円、年俸700万円（金額はすべて推定）で契約を合意し、入団。背番号は40。

### ソフトバンク 時代
2016年シーズンは一軍公式戦、二軍公式戦ともに登板はなく、三軍で18試合登板、48回2/3イニング、3勝5敗2セーブ、防御率4.81の成績を残す。
2017年シーズンは3月18日のウエスタン・リーグ対阪神タイガース2回戦において二軍公式戦初先発初勝利を記録する。7月13日のフレッシュオールスターゲーム（静岡県草薙総合運動場硬式野球場）に選出され、5回から5番手で登板し1イニングを無失点で抑えた。8月までに25試合に先発やリリーフで登板し、5勝3敗、防御率5.22の成績を残し、8月24日にプロ入り2年目で初めて一軍に昇格する。同日の対埼玉西武ライオンズ21回戦（福岡ヤフオク!ドーム）において、9回表に3番手投手として一軍公式戦初登板を果たし、2本の被安打を許したが、打者5人に対して1イニングを無失点で抑えた。シーズン通算で一軍公式戦で2試合に登板。二軍公式戦では、30試合の登板で64回2/3を投げ、6勝3敗、防御率5.43の成績を残す。
2018年シーズンは、6月に首から背中を痛め離脱を余儀なくされる。一軍公式戦登板はなく、二軍公式戦の登板も14試合にとどまった。10月31日に自由契約となり、同年11月20日に育成選手として再契約を結んだ。背番号は123。
2019年シーズンは、二軍公式戦に8試合登板し、防御率1.93、三軍戦では30試合の登板で39回1/3を投げ、3勝1敗6セーブ、防御率2.52を記録する。
2020年シーズンは二軍公式戦6試合に登板し、16回1/3を投げて2勝1敗、防御率5.51、三軍戦では19試合の登板で36回を投げ、2勝1敗2セーブ、防御率4.00の成績で前年よりも成績を落とす。11月4日、球団から戦力外通告を受けた。12月7日開催の12球団合同トライアウトに参加し、伊藤隼太、村上海斗、折下光輝相手に最速145km/hの投球で3者連続空振り三振に仕留めた。12日、東京ヤクルトスワローズが育成選手としての獲得オファーを出していることが報じられた。

### ヤクルト時代
2020年12月14日に東北楽天ゴールデンイーグルスから戦力外通告を受けた近藤弘樹と共に東京ヤクルトスワローズと育成契約を結んだ。背番号は014。
2021年は、二軍で35試合に登板し、34回2/3を投げ、2勝3敗3セーブ、防御率3.63の成績を残したが、投球回数とほぼ同じ数の四死球を与えるなど課題も残した。シーズン終盤には、二軍投手コーチ・小野寺力の指導で投球フォームをサイドスローに変更した。シーズン終了後は、みやざきフェニックス・リーグに参加。10月27日の対中日ドラゴンズ戦では小澤を含む継投によるノーヒットノーランを達成。12月10日、育成再契約を結んだ。
2022年は、二軍で主に抑え投手として、6月26日までに24試合に登板。1勝1敗8セーブ、防御率1.30と安定した成績を残し、同日に支配下登録された。背番号は70。その後、同日中に一軍登録されると、同日の読売ジャイアンツ戦（神宮球場）で3回表、無死満塁という場面で、1766日ぶりに一軍登板を果たした。このピンチを無失点に抑えると、6回表まで投げ、4回2失点と好投。7月3日、対横浜DeNAベイスターズ12回戦（神宮）では、プロ初先発を任され、5回3失点だったものの、味方が1回裏に5点を先制するなど大量得点の援護もあり、プロ初勝利を挙げた。更に7月19日の巨人戦でも先発で起用され、6回無失点の好投を見せ、6連敗中だったチームに勝利をもたらし、これは松元ユウイチ監督代行の初勝利試合ともなった。オフに推定年俸1100万円（500万円増）で契約更改。翌年から背番号が45に変更されることも決まった。
2023年は自身初の開幕一軍入りを果たす。救援として起用されていたが、6月からはチーム事情もあって先発に配置転換される。5日の対楽天戦（神宮）に同年初先発すると5回1失点と好投を見せ、以降も好投を続ける。28日の対巨人戦（きたぎんボールパーク）では相手打線に三塁を踏ませぬ6回無失点の投球を見せると、7回途中で降雨コールドとなり、結果的にプロ初完投・初完封勝利を挙げた。9月下旬には再び救援に配置転換され、いわゆる「便利屋」として過ごしたシーズンだった。最終的に29試合に登板し、6勝4敗2ホールド、防御率3.02を記録。12月8日、1900万円増となる推定年俸3000万円で契約を更改した。
2024年は開幕ローテーション入りを果たし、4月2日の対広島東洋カープ戦で同年初先発し、勝ちは付かなかったものの6回無失点と好投を見せた。その後の6試合の先発登板では、毎試合5〜6回のイニング数にとどまりながらも全て2失点に抑える。しかし、いずれの試合でも味方からの援護に見放され、未勝利のまま5敗を喫し、5月23日に登録を抹消された。チーム事情により救援に配置転換され、6月2日に一軍に復帰した。なお、7月16日の対中日戦、4番手で2回を無失点に抑え、この年の初勝利を記録している。8月2日の対巨人戦では初となる抑えとして登板し、4番からの三者凡退でプロ初セーブを記録した。同年は40試合に登板し、6勝6敗2ホールド11セーブ、防御率2.55を記録。12月18日、2200万円増となる推定年俸5200万円で契約を更改した。

## 選手としての特徴・人物
オーバースローでは自己最速152km/hのストレートをもつ速球派投手だった。持ち球はスライダー、カットボール、カーブ、フォークボール。
2021年シーズン途中より小野寺力二軍投手コーチの勧めでオーバースローからサイドスローへフォームを変更した。サイドスローに転向後のストレートは140km/h中盤に落ちているが、制球は安定した。浮き上がってシンカー方向に沈むフォークなど特殊な軌道の変化球を持つ。
「怜史」という名前は「冷静な心を積み重ねてほしい」という両親の願いから付けられた。父親は「静かすぎるくらい」と語る。

## 詳細情報

### 年度別投手成績
| 年 度     | 球 団        | 登 板 | 先 発 | 完 投 | 完 封 | 無 四 球 | 勝 利 | 敗 戦 | セ 丨 ブ | ホ 丨 ル ド | 勝 率 | 打 者 | 投 球 回 | 被 安 打 | 被 本 塁 打 | 与 四 球 | 敬 遠 | 与 死 球 | 奪 三 振 | 暴 投 | ボ 丨 ク | 失 点 | 自 責 点 | 防 御 率 | W H I P |
| --------- | ------------ | ----- | ----- | ----- | ----- | -------- | ----- | ----- | -------- | ----------- | ----- | ----- | -------- | -------- | ----------- | -------- | ----- | -------- | -------- | ----- | -------- | ----- | -------- | -------- | ------- |
| 2017      | ソフトバンク | 2     | 0     | 0     | 0     | 0        | 0     | 0     | 0        | 0           | ----  | 12    | 2.0      | 5        | 0           | 1        | 0     | 0        | 2        | 0     | 0        | 3     | 3        | 13.50    | 3.00    |
| 2022      | ヤクルト     | 10    | 8     | 0     | 0     | 0        | 2     | 1     | 0        | 0           | .667  | 200   | 46.0     | 48       | 4           | 17       | 1     | 6        | 44       | 2     | 0        | 21    | 21       | 4.11     | 1.41    |
| 2023      | ヤクルト     | 29    | 14    | 1     | 1     | 0        | 6     | 4     | 0        | 2           | .600  | 411   | 101.1    | 83       | 10          | 29       | 1     | 9        | 83       | 1     | 0        | 38    | 34       | 3.02     | 1.11    |
| 2024      | ヤクルト     | 40    | 8     | 0     | 0     | 0        | 6     | 6     | 11       | 2           | .500  | 309   | 77.2     | 64       | 6           | 23       | 2     | 1        | 66       | 4     | 0        | 22    | 22       | 2.55     | 1.12    |
| 通算：4年 | 通算：4年    | 81    | 30    | 1     | 1     | 0        | 14    | 11    | 11       | 4           | .560  | 932   | 227.0    | 200      | 20          | 70       | 4     | 16       | 195      | 7     | 0        | 84    | 80       | 3.17     | 1.12    |

- 2024年度シーズン終了時

### 年度別守備成績
| 年 度 | 球 団        | 投手  | 投手  | 投手  | 投手  | 投手  | 投手     |
| 年 度 | 球 団        | 試 合 | 刺 殺 | 補 殺 | 失 策 | 併 殺 | 守 備 率 |
| ----- | ------------ | ----- | ----- | ----- | ----- | ----- | -------- |
| 2017  | ソフトバンク | 2     | 0     | 0     | 0     | 0     | ----     |
| 2022  | ヤクルト     | 10    | 0     | 7     | 1     | 1     | .875     |
| 2023  | ヤクルト     | 29    | 0     | 10    | 0     | 2     | 1.000    |
| 2024  | ヤクルト     | 40    | 2     | 9     | 0     | 0     | 1.000    |
| 通算  | 通算         | 81    | 2     | 26    | 1     | 3     | .966     |

- 2024年度シーズン終了時

### 記録
初記録
投手記録
- 初登板：2017年8月24日、対埼玉西武ライオンズ21回戦（福岡 ヤフオク!ドーム）、9回表に3番手で救援登板・完了、1回無失点
- 初奪三振：同上、9回表に木村文紀から空振り三振
- 初先発登板・初勝利・初先発勝利：2022年7月3日、対横浜DeNAベイスターズ12回戦（明治神宮野球場）、5回3失点
- 初ホールド：2023年4月9日、対阪神タイガース3回戦（阪神甲子園球場）、11回裏に7番手で救援登板、1回無失点
- 初完投・初完投勝利・初完封勝利：2023年6月28日、対読売ジャイアンツ10回戦（きたぎんボールパーク）、6回3安打無失点 ※6回降雨コールド[58]
- 初セーブ：2024年8月2日、対読売ジャイアンツ15回戦（東京ドーム）、9回裏に6番手で救援登板・完了、1回無失点

打撃記録
- 初打席：2022年6月26日、対読売ジャイアンツ12回戦（明治神宮野球場）、3回裏に今村信貴から見逃し三振
- 初安打：2022年8月21日、対中日ドラゴンズ18回戦（バンテリンドームナゴヤ）、5回表に上田洸太朗から中前安打

### 背番号
- 40（2016年[10] - 2018年）
- 123（2019年[17] - 2020年）
- 014（2021年[27] - 2022年6月25日）
- 70（2022年6月26日[35] - 同年終了）
- 45（2023年[42] - ）

### 登場曲
- 「花唄」GReeeeN（2016年 - 2017年）
- 「BIG CITY RODEO」GENERATIONS from EXILE TRIBE（2018年）
- 「Stand Out Fit In」ONE OK ROCK（2019年）
- 「キミシダイ列車」ONE OK ROCK（2019年）
- 「Teenager Forever」King Gnu（2020年）